# Melanagromyza vulgata
Melanagromyza vulgata este o specie de muște din genul Melanagromyza, familia Agromyzidae, descrisă de Spencer în anul 1973.
Este endemică în Jamaica. Conform Catalogue of Life specia Melanagromyza vulgata nu are subspecii cunoscute.